# Chiesa Vecchia (Macugnaga)
Chiesa Vecchia è un edificio religioso di Macugnaga appartenente alla Diocesi di Novara. Si trova nella frazione Dorf.

## Storia
Una delle prime testimonianze della costruzione di Chiesa Vecchia si può trovare in un documento datato 1317, firmato sotto il portico della chiesa stessa. 
Sul finire del XIV secolo una piccola costruzione religiosa e il suo altare sono stati consacrati alla Beata Vergine Maria Assunta. Nel frattempo diventa una chiesa parrocchiale di esclusiva proprietà della comunità di Macugnaga e viene amministrata da due curatori eletti dall'assemblea dei vicini; inoltre vi è un custode responsabile della manutenzione ordinaria e del servizio al sacerdote.
Nel XVI secolo si hanno le prime ristrutturazioni e ampliamenti, dovuti in parte ai danni causati dalla grandine.
Prima di questi interventi la facciata era orientata verso ovest mentre l'abside a est. Con i nuovi lavori si ha un prolungamento verso oriente e si costruisce una nuova abside in stile gotico, inoltre si erige un nuovo arco absidale di altezza maggiore per il nuovo presbiterio mentre i soffitti e il pavimento vengono rivestiti con assi in legno. Della costruzione originaria sono stati conservati i muri perimetrali laterali e la facciata. L'ampliamento della chiesa viene terminato intorno al 1513 e si ha la costruzione del "Carnerium", un deposito funebre per i corpi defunti che non potevano essere seppelliti nel periodo invernale, e una cappella con una cripta sotterranea. Tale carnerio è dedicato a San Michele arcangelo ed è posto di fronte alla porta maggiore. Il 17 giugno 1523 si ha la consacrazione da parte del vescovo di Novara dei nuovi altari: quello maggiore e quello dell'ossario; inoltre vengono poste le pietre sacre delle reliquie di SS. Innocenti, San Floriano martire e di San Sisinio martire anauniense.
Nella seconda metà del Cinquecento l'edificio viene ulteriormente allargato lateralmente verso settentrione e sono costruite tre nuove cappellette, di cui quella di Santa Caterina sarà poi demolita nel 1580 per la futura costruzione del campanile. Come viene indicato in un inventario del 1618 il campanile è provvisto di tre campane benedette nel 1596. 
La demolizione dell'altare dedicato a Santa Caterina avviene anche grazie al permesso del vicario generale, e tale altare verrà ricostruito tra il 1596 e il 1603 nella cappella del Santissimo Rosario. Il cimitero, in questi anni come anche attualmente, si sviluppa intorno alla chiesa, è recintato e si può accedervi dal portico che conduce alla porta dell'edificio principale. Ai lati di questo accesso sono presenti due blocchi di sasso contenenti le cassette dell'elemosina dedicate rispettivamente alla Madonna e a Sant'Antonio.
Nel 1639 si verifica un incendio nell'abitato del Dorf e a causa del vento si ha la distruzione di parte del tetto, del soffitto ligneo e la rottura delle pile dell'acqua santa e alcuni armadi contenenti suppellettili e arredi, inoltre rimane schiacciato il tabernacolo dell'altare maggiore.
Nel 1640 la chiesa subisce ulteriori danni per l'alluvione del fiume Tambach con il danneggiamento delle suppellettili degli altari e della sagrestia. Successivamente viene costruito uno sperone davanti alla porta maggiore, che farà interrare in parte il carnario, e diversi ripari sul fianco settentrionale dell'edificio per riparare la chiesa da futuri allagamenti. 
Nel 1668 vengono sostituite le finestre con altre più ampie contornate di una nervatura in pietra ollare e con grate di ferro; un paio di anni dopo viene ricostruita la guglia del campanile.
Nel 1711 una valanga distrugge il portico davanti alla porta laterale e nel 1719 un fulmine, colpendo il campanile, abbatte la croce e penetrando nell'edificio danneggia altari e statue.
In questi anni prende corpo l'idea di costruire una nuova chiesa parrocchiale in una zona dell'abitato più sicuro da valanghe e alluvioni, quindi fino alla consacrazione di Chiesa nuova, avvenuta nel 1759, rimane in funzione Chiesa Vecchia e successivamente rimane attiva unicamente per la sua funzione cimiteriale.

## Descrizione
All'interno dell'edificio sono presenti, nel presbiterio, tre finestre gotiche del periodo cinquecentesco e altre due, di un secolo dopo, separate dall'abside tramite un arco gotico accordato alla trave del crocifisso del Seicento posto in una piccola nicchia.
Il presbiterio ha un soffitto ligneo intagliato del maestro friburghese Peter Mory nel 1513.
In fondo alla chiesa si trova una nicchia contenente una copia dell'antica Madonna in trono del XII secolo, circondata da un'ampia cornice in stucco somigliante a un drappo sostenuto da angioletti e da due angeli più grandi ai lati che sono opera del plasticatore valsesiano Antonio Fontana di Rossa. L'altare sottostante è decorato da gradini portacandelieri; a lato, nel muro settentrionale, c'è un deposito in stile gotico in laugera locale delle S. Reliquie della prima metà del XVI secolo. Sul muro opposto c'è un altro deposito costruito con il medesimo materiale ma in stile barocco.
Di fianco all'altare è collocata la sedia presidenziale barocca della seconda metà del Settecento, prodotta dalla scuola degli scultori Jachetti di Macugnaga, e ai lati si possono osservare due statue rappresentanti Sant'Erasmo martire e San Mauro.
Il presbiterio è separato dal corpo della chiesa da una balaustra in pietra ollare, la quale si allarga verso settentrione in modo da contenere un altare dedicato a Sant'Antonio cinto a sua volta da un ballatoio in legno scolpito e tornito e a lato si apre la porta di accesso al campanile. A seguire si presentano due vani: il primo contiene una grotta di Lourdes costruita nel 1910 e sul sott'arco sono presenti dei resti affrescati rappresentanti i 15 misteri del Santo Rosario e nel paliotto è dipinta Santa Caterina ricordando la presenza precedente dell'altare dedicato a questa martire. Il secondo vano, dove un tempo c'era il fonte battesimale, è costituito da una cappella dedicata a San Bernardo di Aosta con la statua lignea raffigurante il santo e scolpita dal gardenese J.B. Purger. L'altare è dotato da sei candelieri donati da papa Pio XI nel 1929. Tra questi due vani è collocata la statua lignea di San Carlo Borromeo.
Sopra la porta, sullo sfondo della chiesa, c'è la grande balconata del Cinquecento con piccole balaustre in legno tornito; invece superiormente all'accesso in facciata si può notare una finestra circolare con nervature gotiche mentre davanti si trova un portico in volta ricoperto di piode che ricorda l'antica presenza del Carnerium. Sul muro meridionale è presente un'altra porta ad arco gotico a sesto acuto con all'esterno un tetto corto sostenuto da mensole.
L'edificio religioso ha un pavimento in piodoni e conserva ancora dei banchi antichi in larice caratterizzati da incisioni con le rispettive date.
Il campanile di epoca tarda cinquecentesca si può raggiungere da un accesso all'interno della chiesa mediante una scala in pietra. La cella campanaria si apre sui quattro lati con un'arcata gotica e superiormente è presente una piccola cuspide rivestita di piode che termina con una croce in ferro. All'interno sono presenti quattro campane.

## Tiglio
Poco distante da Chiesa Vecchia si erge il Vecchio Tiglio, un albero monumentale di circa 700 anni sotto il quale si tenevano riunioni giudiziarie e amministrative della comunità macugnaghese.